# São Luís do Piauí
São Luis do Piauí es un municipio brasileño del estado del Piauí. Se localiza a una latitud 06º49'30" sur y a una longitud 41º19'26" oeste, estando a una altitud de 328 metros. Su población estimada en 2004 era de 2 527 habitantes.
Posee un área de 204,41 km².